# Thalamarchis chalchorma
Thalamarchis chalchorma är en fjärilsart som beskrevs av Edward Meyrick 1897. Thalamarchis chalchorma ingår i släktet Thalamarchis och familjen Crambidae. Inga underarter finns listade i Catalogue of Life.